# ارماندو بانتانيلي
ارماندو بانتانيلي (بالإيطالية: Armando Pantanelli)‏ (1 يونيو 1971 بتورينو في إيطاليا - ) هو لاعب كرة قدم إيطالي في مركز حراسة المرمى. لعب مع إنتر ميلان ونادي أفيلينو ونادي بيروجيا ونادي ريجيانا 1919 ونادي كاتانيا ونادي كاربي ونادي كالياري وكوسينزا كالشيو وأولبيا كالسيو 1905 وFidelis Andria 2018 ‏ وArzachena Academy Costa Smeralda ‏ وPaganese Calcio 1926 ‏ وCosenza Calcio 1914 ‏.